# معايير الانبعاثات الأوروبية

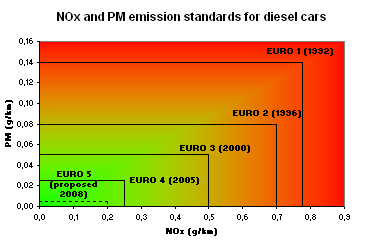
Simplified chart showing the progression of European emission standards for Diesel cars.

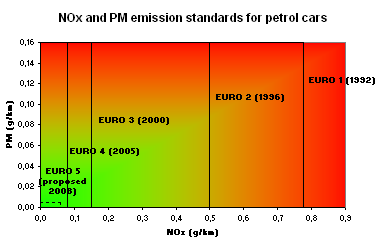
Simplified chart showing the progression of European emission standards for Petrol cars. Note that until Euro 5, there were no PM limits.

المعايير الأوروبية للانبعاثات (بالإنجليزية: European emission standards)‏ هي معايير أوروبية لتحديد الحدود المقبولة لانبعاثات العوادم من السيارات الجديدة التي تباع في الدول الأعضاء لاتحاد الأوروبي. تم تحديد معايير الانبعاثات في سلسلة من توجيهات الاتحاد الأوروبي بانطلاق تدريجي نحو تزايد في صرامة المعايير الجارية.
في الوقت الراهن، تُحدد هذه المعايير انبعاثات أكسيد النتروجين (NOx)، المواد الهيدروكربونية (HC)، وأول أكسيد الكربون والجسيمات الدقيقة (CO) وتنظم معظم أنواع المركبات، بما فيها السيارات والشاحنات والقطارات والجرارات والآلات المماثلة، باستثناء السفن المبحرة والطائرات. حيث يتم تطبيق معايير مختلفة لكل نوع من السيارت. ويُحدد الامتثال في تشغيل المحرك دورة اختبار موحدة. المركبات الغير وافية لهذه المعايير، لا يمكن أن تباع في الاتحاد الأوروبي، لكن المعايير الجديدة جدا لا تنطبق على المركبات المستعملة على الطرق. يُعد استخدام تكنولوجيات محددة مكلف لتلبية هذه المعايير، على الرغم من أن التكنولوجيا متاحة لاحترام كل المعايير.
التشريعات الأوروبية حادة بشكل متزايد للإفراج عن محركات الديزل. ويُرجح أن معايير الانبعاثات «الأورو» لن تنجح في تنفيذ المواعيد النهائية لمراحل قليلة لتقنين الديزل والبنزين
- الأورو 0 : السيارات الأوروبية التي وضعت في الخدمة بعد عام 1988 ؛
- الأورو 1 : مركبات وضعت في الخدمة بعد عام 1993 ؛
- الأورو 2 : مركبات وضعت في الخدمة بعد عام 1996 ؛
- الأورو 3 : مركبات وضعت في الخدمة بعد عام 2000 ؛
- الأورو 4 : مركبات وضعت في الخدمة بعد عام 2005 ؛
- الأورو 5 : بعد سبتمبر 2009 للتسلم ويناير 2011 لتسجيل المركبات الجديدة ؛
- الأورو 6 : بعد أيلول / سبتمبر 2014 لتسلّم وسبتمبر 2015 لتسجيل المركبات الجديدة.

## معايير الانبعاثات لسيارات الركاب
معايير الانبعاثات الأوروبية for سيارة (Category M1*), g/km
| Tier | التاريخ     | CO          | هيدروكربون | أكسيد النيتروجين | HC+NOx      | PM          |
| --- | ----------- | ----------- | ---------- | ---------------- | ----------- | ----------- |
| ديزل |             |             |            |                  |             |             |
| EM1 | يناير 1989  | 2.72 (3.16) | -          | -                | 0.97 (1.13) | 0.14 (0.18) |
| Euro 2, حقن الوقود | يناير 1993  | 1.0         | -          | -                | 0.7         | 0.08        |
| Euro 2, حقن الوقود | يناير 1993  | 1.0         | -          | -                | 0.9         | 0.10        |
| Euro 3 | ديسمبر 1997 | 0.64        | -          | 0.50             | 0.56        | 0.05        |
| Euro 4 | يناير 2003  | 0.50        | -          | 0.25             | 0.30        | 0.025       |
| Euro 5 (مستقبلا) | سبتمبر 2009 | 0.50        | -          | 0.18             | 0.23        | 0.005       |
| Euro 6 (مستقبلا) | سبتمبر 2014 | 0.50        | -          | 0.08             | 0.17        | 0.005       |
| بنزين (وقود) |             |             |            |                  |             |             |
| EM1 | يناير 1989  | 2.72 (3.16) | -          | -                | 0.97 (1.13) | -           |
| Euro 2 | يناير 1993  | 2.2         | -          | -                | 0.5         | -           |
| Euro 3 | يناير 1997  | 2.30        | 0.20       | 0.15             | -           | -           |
| Euro 4 | يناير 2003  | 1.0         | 0.10       | 0.08             | -           | -           |
| Euro 5 (مستقبلا) | سبتمبر 2009 | 1.0         | 0.10       | 0.06             | -           | 0.005**     |
| Euro 6 (مستقبلا) | سبتمبر 2014 | 1.0         | 0.10       | 0.06             | -           | 0.005**     |
| * Before Euro 5, passenger vehicles > 2500 kg were type approved as light commercial vehicle N1 - I ** Applies only to vehicles with direct injection engines |             |             |            |                  |             |             |

### معايير الانبعاثات لمركبات تجارية خفيفة
معايير الانبعاثات الأوروبية for light commercial vehicles ≤1305 kg (Category N1 - I), g/km
| Tier                                                     | التاريخ     | CO   | هيدروكربون | أكسيد النيتروجين | HC+NOx | PM     |
| -------------------------------------------------------- | ----------- | ---- | ---------- | ---------------- | ------ | ------ |
| ديزل                                                     |             |      |            |                  |        |        |
| Euro 1                                                   | أكتوبر 1994 | 2.72 | -          | -                | 0.97   | 0.14   |
| Euro 2, حقن الوقود                                       | يناير 1998  | 1.00 | -          | -                | 0.70   | 0.08   |
| Euro 2, حقن الوقود                                       | يناير 1998  | 1.00 | -          | -                | 0.90   | 0.10   |
| Euro 3                                                   | يناير 2000  | 0.64 | -          | 0.50             | 0.56   | 0.05   |
| Euro 4                                                   | يناير 2005  | 0.50 | -          | 0.25             | 0.30   | 0.025  |
| Euro 5 (مستقبلا)                                         | سبتمبر 2009 | 0.50 | -          | 0.18             | 0.23   | 0.005  |
| Euro 6 (مستقبلا)                                         | سبتمبر 2014 | 0.50 | -          | 0.08             | 0.17   | 0.005  |
| بنزين (وقود)                                             |             |      |            |                  |        |        |
| Euro 1                                                   | أكتوبر 1994 | 2.72 | -          | -                | 0.97   | -      |
| Euro 2                                                   | يناير 1998  | 2.20 | -          | -                | 0.50   | -      |
| Euro 3                                                   | يناير 2000  | 2.30 | 0.20       | 0.15             | -      | -      |
| Euro 4                                                   | يناير 2005  | 1.00 | 0.10       | 0.08             | -      | -      |
| Euro 5 (مستقبلا)                                         | سبتمبر 2009 | 1.00 | 0.10       | 0.06             | -      | 0.005* |
| Euro 6 (مستقبلا)                                         | سبتمبر 2014 | 1.00 | 0.10       | 0.06             | -      | 0.005* |
| * Applies only to vehicles with direct injection engines |             |      |            |                  |        |        |

معايير الانبعاثات الأوروبية for light commercial vehicles 1305 kg – 1760 kg (Category N1 - II), g/km
| Tier                                                     | التاريخ     | CO   | هيدروكربون | أكسيد النيتروجين | HC+NOx | PM     |
| -------------------------------------------------------- | ----------- | ---- | ---------- | ---------------- | ------ | ------ |
| ديزل                                                     |             |      |            |                  |        |        |
| Euro 1                                                   | أكتوبر 1994 | 5.17 | -          | -                | 1.40   | 0.19   |
| Euro 2, حقن الوقود                                       | يناير 1998  | 1.25 | -          | -                | 1.00   | 0.12   |
| Euro 2, حقن الوقود                                       | يناير 1998  | 1.25 | -          | -                | 1.00   | 0.12   |
| Euro 3                                                   | يناير 2001  | 0.80 | -          | 0.650            | 0.720  | 0.07   |
| Euro 4                                                   | يناير 2006  | 0.63 | -          | 0.330            | 0.390  | 0.04   |
| Euro 5 (مستقبلا)                                         | سبتمبر 2010 | 0.63 | -          | 0.235            | 0.295  | 0.005  |
| Euro 6 (مستقبلا)                                         | سبتمبر 2015 | 0.63 | -          | 0.105            | 0.195  | 0.005  |
| بنزين (وقود)                                             |             |      |            |                  |        |        |
| Euro 1                                                   | أكتوبر 1994 | 5.17 | -          | -                | 1.40   | -      |
| Euro 2                                                   | يناير 1998  | 4.00 | -          | -                | 0.65   | -      |
| Euro 3                                                   | يناير 2001  | 4.17 | 0.25       | 0.180            | -      | -      |
| Euro 4                                                   | يناير 2006  | 1.81 | 0.13       | 0.100            | -      | -      |
| Euro 5 (مستقبلا)                                         | سبتمبر 2010 | 1.81 | 0.13       | 0.075            | -      | 0.005* |
| Euro 6 (مستقبلا)                                         | سبتمبر 2015 | 1.81 | 0.13       | 0.075            | -      | 0.005* |
| * Applies only to vehicles with direct injection engines |             |      |            |                  |        |        |

معايير الانبعاثات الأوروبية for light commercial vehicles >1760 kg max 3500 kg. (Category N1 - III), g/km
| Tier                                                     | التاريخ     | CO   | هيدروكربون | أكسيد النيتروجين | HC+NOx | PM     |
| -------------------------------------------------------- | ----------- | ---- | ---------- | ---------------- | ------ | ------ |
| ديزل                                                     |             |      |            |                  |        |        |
| Euro 1                                                   | أكتوبر 1994 | 6.90 | -          | -                | 4.90   | 0.25   |
| Euro 2, حقن الوقود                                       | يناير 1998  | 1.50 | -          | -                | 0.96   | 0.17   |
| Euro 2, حقن الوقود                                       | يناير 1998  | 1.50 | -          | -                | 0.96   | 0.20   |
| Euro 3                                                   | يناير 2001  | 0.95 | -          | 0.780            | 0.86   | 0.10   |
| Euro 4                                                   | يناير 2006  | 0.95 | -          | 0.390            | 0.46   | 0.06   |
| Euro 5 (مستقبلا)                                         | سبتمبر 2010 | 0.74 | -          | 0.280            | 0.350  | 0.005  |
| Euro 6 (مستقبلا)                                         | سبتمبر 2015 | 0.74 | -          | 0.125            | 0.215  | 0.005  |
| بنزين (وقود)                                             |             |      |            |                  |        |        |
| Euro 1                                                   | أكتوبر 1994 | 6.90 | -          | -                | 1.7    | -      |
| Euro 2                                                   | يناير 1998  | 5.00 | -          | -                | 0.8    | -      |
| Euro 3                                                   | يناير 2001  | 5.22 | 0.29       | 0.210            | -      | -      |
| Euro 4                                                   | يناير 2006  | 2.27 | 0.16       | 0.110            | -      | -      |
| Euro 5 (مستقبلا)                                         | سبتمبر 2010 | 2.27 | 0.16       | 0.082            | -      | 0.005* |
| Euro 6 (مستقبلا)                                         | سبتمبر 2015 | 2.27 | 0.16       | 0.082            | -      | 0.005* |
| * Applies only to vehicles with direct injection engines |             |      |            |                  |        |        |